# Résidence du Protectorat français (Rabat)

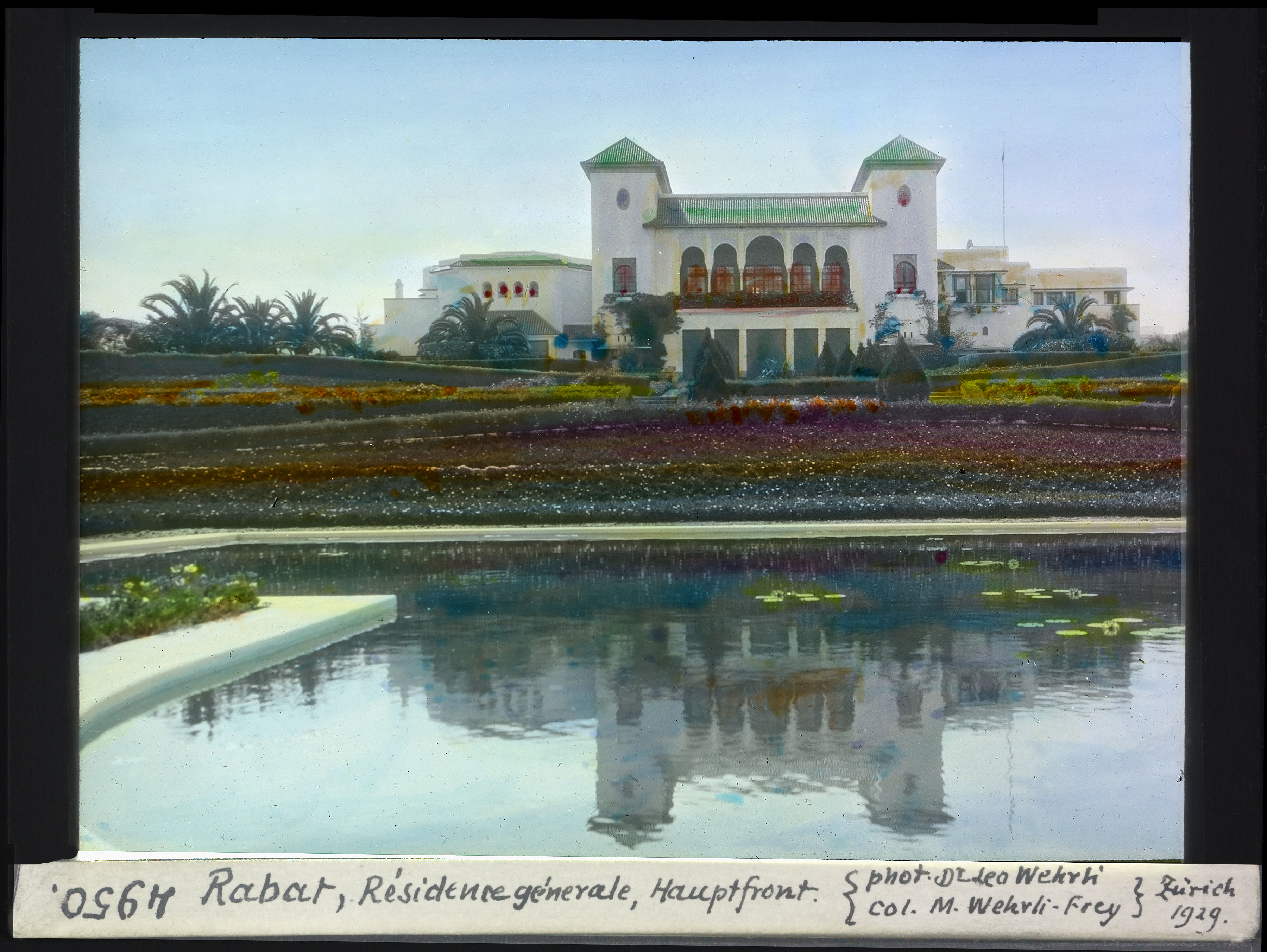
La Résidence en 1929

La Résidence du Protectorat français également connue sous le nom de Résidence générale ou Résidence de Lyautey, est un bâtiment historique de Rabat, au Maroc. Il fut le siège du Résident général du protectorat français au Maroc de son achèvement, en 1924 jusqu'à la fin du protectorat, en 1956.
Après l'indépendance du Maroc, la propriété devient la chancellerie de l'ambassade de France, avant d'être transférée aux autorités marocaines dans les années 1980 et réaffectée au ministère de l'Intérieur marocain.

## Historique
Le palais Mnebhi de Fès fut le premier siège du résident général après la signature dans ce même édifice du traité de Fès le 30 mars 1912. Plus tard en 1912, la résidence déménagea dans le complexe palatial formé à Fès par Dar Batha et Dar el-Beida, et resta à Dar el-Beida en 1915 tandis que Dar Batha fut reconvertie en musée. Entre-temps, des plans furent élaborés pour la construction d'une nouvelle Résidence permanente à Rabat, proclamée nouvelle capitale par le résident général Hubert Lyautey en septembre 1912.

## Résidence générale du Protectorat
Lyautey choisit d'installer sa résidence au sommet de la colline dite des « trois figuiers », en surplomb du site antique du Chellah qui se trouve immédiatement au sud, de l'autre côté de l'ancienne muraille almohade, et qui dispose d'un vue imprenable sur le centre-ville de Rabat et Salé au nord. La légende coloniale raconte que Lyautey aurait choisi l'endroit en 1912, au tout début du protectorat français, en attachant son cheval à un vieil olivier du site. Il domine un terrain qui fut par la suite affecté aux services administratifs centraux du protectorat, aujourd'hui le quartier des Ministères de Rabat et plus à l'ouest, le palais royal (Dar al-Makhzen).
La résidence fut initialement hébergée dans des structures de fortune, la Première Guerre mondiale retardant la construction des bâtiments. Le complexe fut conçu à partir de 1916 par l'architecte français Albert Laprade, qui résida au Maroc de 1917 à 1919, avec l'aide d'Adrien Laforgue, sous l'autorité de la direction de l'architecture et de l'urbanisme du protectorat et de son chef Henri Prost. Il a été inauguré début avril 1922 par le président français Alexandre Millerand, et achevé en 1924. Il mélange des concepts de design moderne et des références françaises telles qu'André Le Nôtre avec l'architecture néo-mauresque, en partie inspirée du Généralife de Grenade et comprend une copie de la fontaine de Funduq al-Najjarin à Fès.
Les jardins entourant le bâtiment de la Résidence ont été aménagés par l'architecte paysagiste français Marcel Zaborski, arrivé au Maroc en 1921.
Le 8 décembre 1942, un mois après l'invasion alliée du Maroc dans le cadre de l'opération Torch, le général de division américain George S. Patton visita la Résidence et fut reçu avec les honneurs militaires par le résident général Charles Noguès. Étaient également présents le général français Robert Boissau, Georges-Eugène-Joseph Lascroux (sl), Auguste La Houlle et l'amiral Michelieu ; ainsi que les généraux de division américains Geoffrey Keyes, Ernest N. Harmon et Jonathan W. Anderson. Patton a également eu une conversation bilatérale avec le grand vizir Muhammad al-Muqri. Un enregistrement filmé de la fastueuse cérémonie donnée ce jour a été conservé,.
Vers la fin du protectorat, la Résidence avait acquis le surnom de « colline sacrée ».

## Ambassade de France

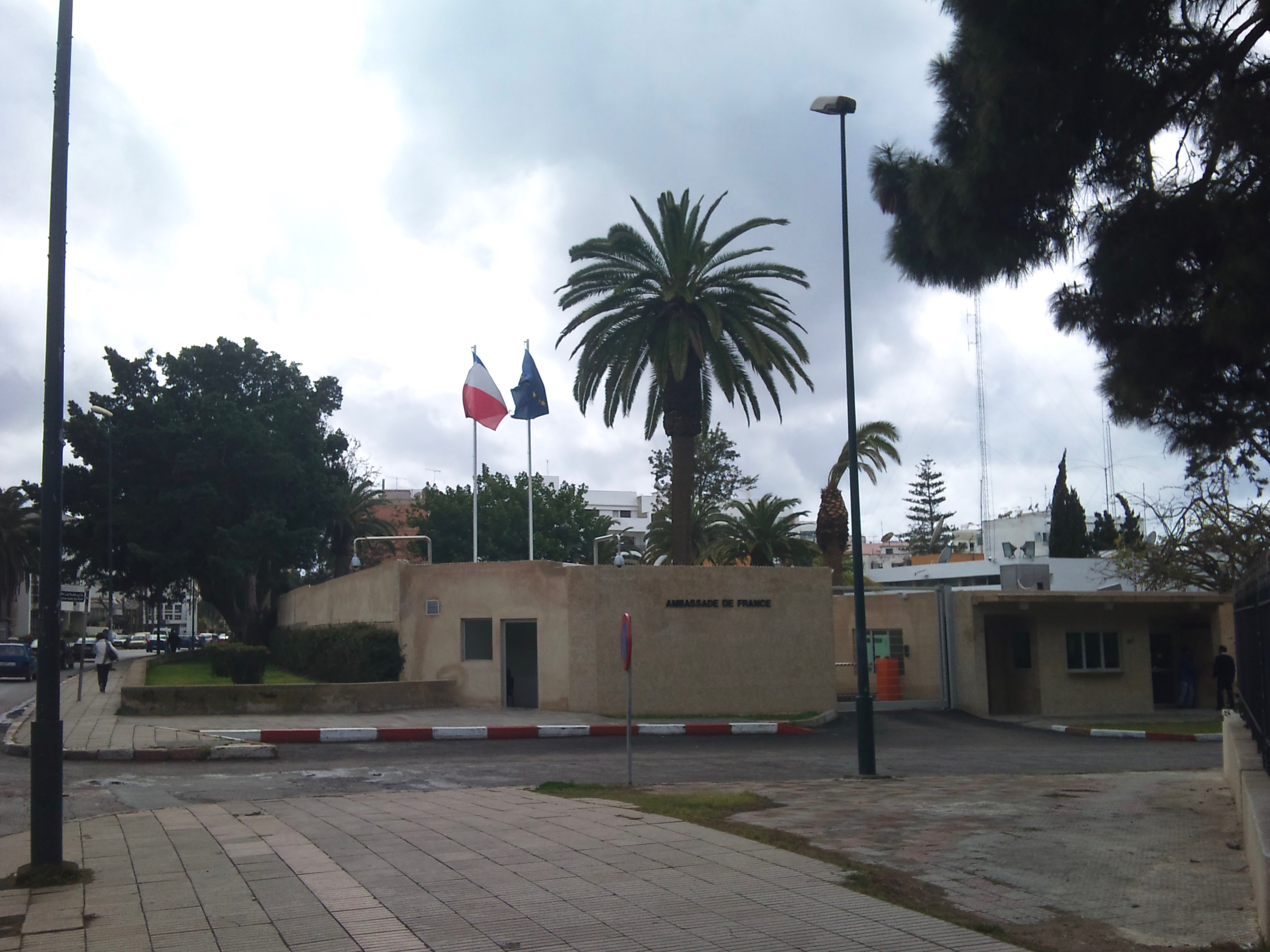
L'ambassade de France à Rabat, après son déménagement dans les années 1980

À la suite de l'indépendance du Maroc en 1956, la Résidence devient la chancellerie de l'Ambassade de France au Maroc. 
Cependant, l'emplacement central du bâtiment, en plein milieu du quartier administratif des Ministères n'est guère souhaitable pour le nouveau pouvoir et constitue un rappel insoutenable de l'ancienne présence coloniale française. Dans les années 1970, la France et le Maroc négocient une suite d'accords immobiliers, l'un le 30 octobre 1975 visant à construire une nouvelle ambassade sur un emplacement moins central situé à l'ouest de Rabat, et l'autre le 6 mars 1979 pour finaliser le transfert de la Résidence et d'autres propriétés françaises à l'État marocain. Le nouveau complexe de l'ambassade conçu par l'architecte Guillermo Jullian de la Fuente a été construit par phases de 1976 à 1986.

## Ministère de l'Intérieur marocain
Après le départ de l'ambassade, le ministère de l'Intérieur marocain adjacent, alors dirigé par Driss Basri, a annexé la propriété au mitan des années 1980.
Un projet conçu au début des années 2010 et rendu public en 2020 visait à relocaliser le Musée d'Histoire et des Civilisations de Rabat sur le terrain de l'ancienne Résidence. Il n'a toujours pas été mis en œuvre fin 2024.

## Le mausolée de Lyautey

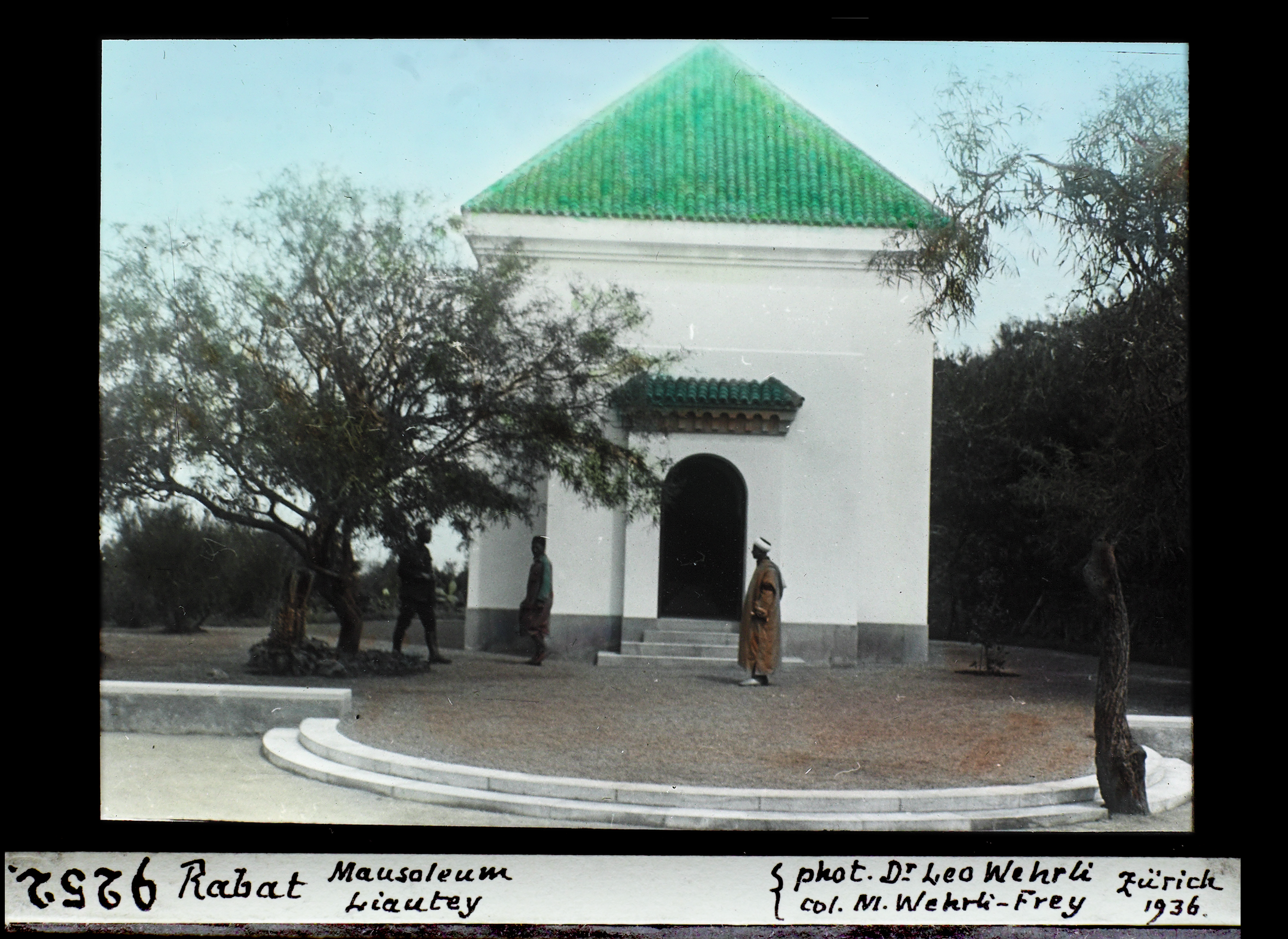
Le mausolée de Lyautey en 1936

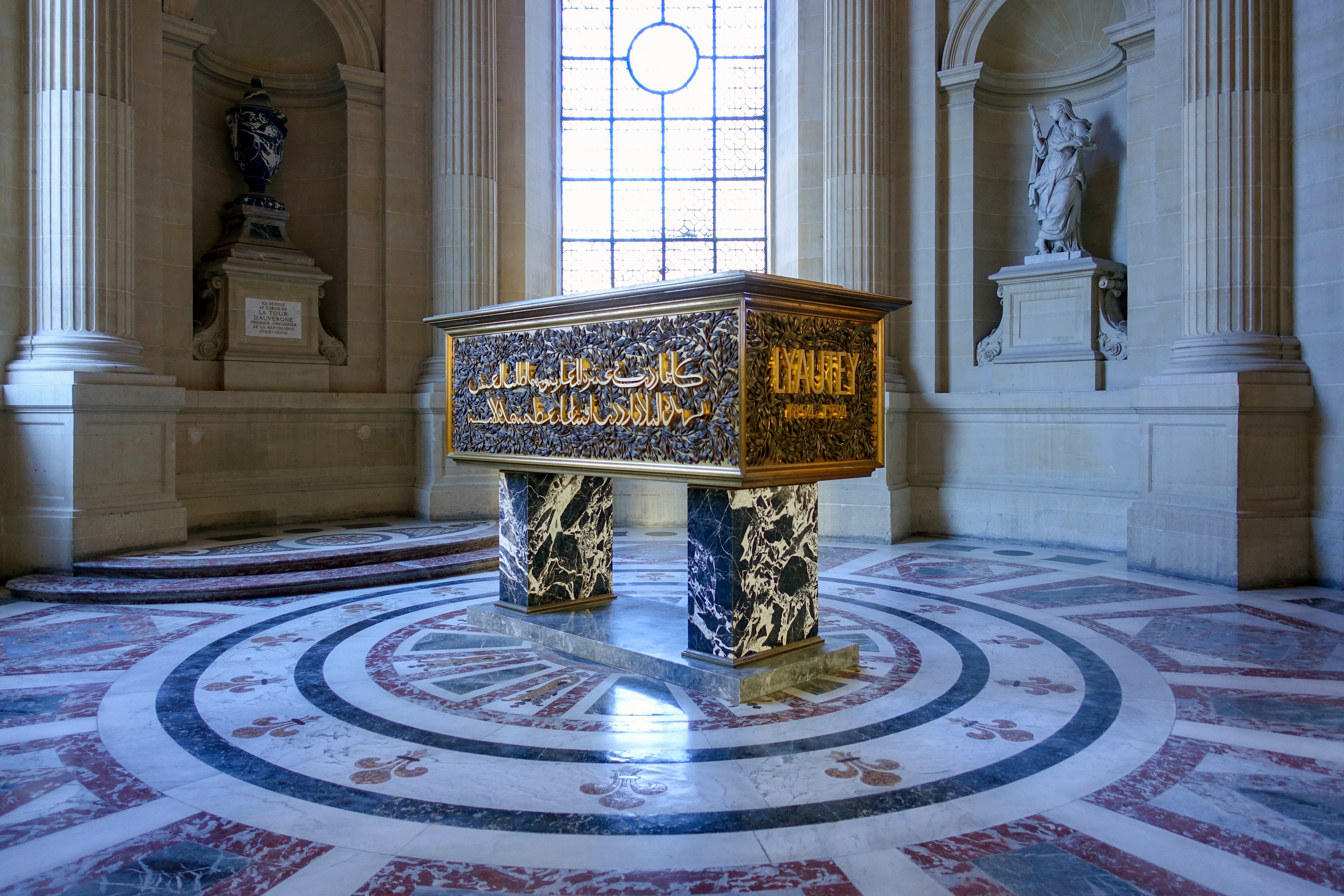
Tombeau de Lyautey, Invalides

Après avoir démissionné du poste de résident général en 1925, Lyautey prévoit d'être enterré à Rabat et demande en 1933 au peintre Joseph de La Nézière de réaliser des dessins préparatoires pour son mausolée, dans le style d'une Qubba musulmane traditionnelle. Après le décès de Lyautey survenu en France le 27 juillet 1934 et ses funérailles nationales à la cathédrale de Nancy le 3 août 1934, le résident général Henri Ponsot décide d'installer sa sépulture dans le parc de la Résidence plutôt que dans des lieux plus emblématiques comme le Chellah ou près de la tour Hassan, dans le souci de ne pas heurter la sensibilité des musulmans marocains. Pourtant, l'érection d'un monument au colonisateur chrétien du Maroc a été controversée et critiquée par Mohamed Belhassan Wazzani et d'autres dirigeants nationalistes et musulmans. Reflétant ces appréhensions, le sultan Mohammed V du Maroc refusa d'assister aux funérailles qui eurent lieu au sein de la Résidence le 31 octobre 1935, au cours desquelles les restes de Lyautey ont été déposés dans le mausolée, alors même qu'il avait assisté à une cérémonie plus le jour même à Bab er-Rouah dans le centre-ville de Rabat. Le bâtiment du mausolée a été conçu par l'architecte René Canu d'après les croquis de La Nézière. 
Le mausolée de Lyautey figure sur un timbre marocain de 1945, et la représentation qui en est faite souligne l'utilisation de la Croix de Lorraine dans sa décoration intérieure. Né à Nancy, Lyautey était très attaché à sa région natale, d'où le choix de ce motif ornemental par les concepteurs du mausolée. Entre-temps, la Croix de Lorraine était devenue l'emblème de la France libre sous Charles de Gaulle, donnant à l'image du timbre de multiples significations.
Après l'indépendance du Maroc, le président français Charles de Gaulle et Mohammed V, alors roi du Maroc, prirent les devants afin d'éviter tout incident autour de ce mausolée encore controversé et rapatrièrent d'un commun accord les restes de Lyautey, qui furent retirés au cours d'une cérémonie le 22 avril 1961 et expédiés en France via Casablanca. Le mausolée resta vide par la suite, et fut finalement démoli après le transfert de propriété aux autorités marocaines. Lyautey a été réinhumé aux Invalides à Paris, d'abord dans la crypte des Gouverneurs de l'église Saint-Louis-des-Invalides le 10 mai 1961, puis en 1963 dans l'église du Dôme du même complexe. Ses restes y reposent dans un cercueil ornementé conçu par Albert Laprade, l'architecte d'origine de la Résidence près d'un demi-siècle plus tôt, et réalisé par le célèbre ferronnier art déco Raymond Subes.

## Influence
L'urbanisme du quartier administratifs du protectorat autour de la Résidence a été considérée comme une source d'inspiration pour le quartier gouvernemental de Capital Hill à Canberra, en Australie. 